# Jawahir Roble
Jawahir Roble (nascida em 1995, na Somália), também conhecida como Jawahir Jewels ou JJ, é uma árbitra de futebol britânica nascida na Somália. O Daily Telegraph a chamou de "a árbitra mais notável da Inglaterra". Ela mesma disse: "Quem pensaria que uma imigrante negra nascida na Somália com oito irmãos poderia arbitrar um jogo masculino na Inglaterra usando um hijab?".

## Vida pregressa
Jawahir Roble nasceu na Somália e cresceu no noroeste de Londres, na Inglaterra, com seus pais e oito irmãos. Ela disse: "Sempre jogamos futebol no jardim, do lado de fora de casa, em todos os lugares". Jawahir Roble é muçulmana e usa hijab quando trabalha como árbitro.

## Carreira
Em 2014, aos 19 anos, ela se tornou mais séria sobre como incentivar as meninas muçulmanas a jogar futebol. Em 2013, ela obteve uma doação de £ 300 e conseguiu envolver Ciara Allen, sua oficial de desenvolvimento de futebol feminino da FA, do condado de Middlesex. Em setembro de 2013, Allen lançou a Middlesex FA Women's League com uma nova divisão de etnia Desi para meninas. Em troca de jogos de arbitragem todas as semanas, a Middlesex FA financiou o treinamento formal de Jawahir Roble para se formar como árbitro.
Em 2017, ela foi uma das onze premiadas no Respect Awards, e arrecadou o prêmio Match Official. O prêmio de Jawahir Roble foi em reconhecimento ao seu trabalho voluntário para a instituição de caridade educacional Football Beyond Borders (FBB) e com a Middlesex FA, treinando a primeira equipe feminina da FBB, bem como por alcançar uma qualificação de arbitragem de nível seis. Ela é um FA Youth Leader.
Ela disse: "É claro que eles estão surpresos ao ver uma garota muçulmana arbitrando! Eu também sou meio baixa, então eles ficam tipo 'ok, o que essa criança está fazendo aqui' ".

## Visão
Em 2014, Roble então com 19 anos escreveu,
Eu tenho um sonho de que, um dia, minhas irmãs muçulmanas praticarão esportes alegremente. Meu objetivo é envolver nos esportes jovens muçulmanas com idade entre 8 e 15 anos. Meu objetivo geral é promover o futebol como uma ferramenta para envolver as meninas e, em seguida, realizar workshops que ajudem a desenvolver habilidades de construção de equipes, aumentar a confiança e também promover um estilo de vida saudável.

## Honras e reconhecimento
2017 - Prêmio Match Official, no Respect Awards, pelo seu trabalho com a Football Beyond Borders (FBB) e com a Middlesex FA.
2019 - 100 mulheres da BBC.
2023 - Nomeada Membro da Ordem do Império Britânico (MBE) nas Honras de Ano Novo por serviços prestados à associação de futebol.